# Inocybe albovelutipes
Inocybe albovelutipes är en svampart som beskrevs av Stangl 1980. Enligt Catalogue of Life ingår Inocybe albovelutipes i släktet Inocybe,  och familjen Inocybaceae, men enligt Dyntaxa är tillhörigheten istället släktet Inocybe,  och familjen Crepidotaceae. Artens status i Sverige är: Ej påträffad. Inga underarter finns listade i Catalogue of Life.
I den svenska databasen Dyntaxa används istället namnet Inocybe subnudipes för samma taxon.  Arten är reproducerande i Sverige.